# خانه فخری‌زاده
خانه فخری زاده مربوط به دوره قاجار است و در اصفهان، خیابان طالقانی، خیابان عمومیها، بن‌بست فخری زاده واقع شده و این اثر در تاریخ ۱۸ آذر ۱۳۸۷ با شمارهٔ ثبت ۲۳۹۱۸ به‌عنوان یکی از آثار ملی ایران به ثبت رسیده است.